# Корабель-супутник-1
«Корабель-супутник-1» (рос. Корабль-спутник-1), інші назви «Супутник-4» (рос. Спутник-4), «Корабель-супутник-1» (рос. Корабль-спутник-1), «Восток-1П» (рос. простой, простий), «Восток-1КП» — радянський космічний апарат типу Восток-1К, прототип пілотованого космічного корабля Восток. Спускний апарат не мав теплозахисту і не створювався для повернення на Землю. Головним завданням польоту було випробування основних систем апарата, зокрема складної системи орієнтації «Чайка», що мала увімкнути гальмівний двигун на визначеній висоті для входження в атмосферу.
Офіційно апарат називався «Корабель-супутник», назву «Супутник-4» вигадали західні журналісти, оскільки це був четвертий радянський штучний супутник Землі.

## Опис
Апарат складався з агрегатного відсіку у формі з'єднаних широкими основами конуса і зрізаного конуса. До меншої основи зрізаного конуса кріпився спускний апарат. Агрегатний відсік мав довжину 2,25 м, найбільший діаметр 2,43 м і масу 2,27 т.
Спускний апарат у формі кулі діаметром 2,3 м і масою 2,46 т не мав теплозахисту, оскільки не створювався для повернення на Землю. Згори спускного апарата на штанзі було змонтовано дві панелі сонячних батарей у формі півкіл. Система «Луч» (укр. промінь) мала забезпечувати живленням космічний апарат для порівняння ефективності сонячних панелей і хімічних батарей. Усередині замість крісла-катапульти розташовувався макет обладнання для забезпечення правильного центру мас. Апарат передавав на Землю телеметричні параметри і попередньо записані голосові переговори.

## Політ
15 травня 1960 року в 00:00:05 UTC з космодрому Байконур ракетою-носієм «Восток» було запущено космічний апарат «Супутник-4» типу «Восток-1К».
19 травня 1960 року о 23:05 UTC, на четверту добу польоту, на 64 оберті польоту апарат отримав команду увімкнути гальмівний двигун. Система орієнтації неправильно зорієнтувала «Супутник-4» і гальмівна рушійна установка ТДУ (рос. Тормозная Двигательная Установка) вивела апарат на вищу орбіту. Умови всередині спускного апарата, що відокремився від агрегатного відсіку, були нормальними. Агрегатний відсік зійшов з орбіти 5 вересня 1962 року. Спускний апарат зійшов з орбіти 15 жовтня 1965 року.